# CU (편의점)
CU(씨유, 한국: 027410)는 훼미리마트이 운영하는 편의점 프랜차이즈이다.

## 개요
기존 훼미리마트를 대체할 목적으로 2012년 8월 1일에 설립된 편의점 브랜드이다. CU는 한국 소비자의 특성과 매정별 입지를 과학적으로 분석해 새로운 개념의 편의점으로 생활의 편의를 돕고(Convenience) 최상의 상품, 서비스, 운영상의 편의성, 수익성으로 고객, 가맹점주(You) 등을 소중히 모시는 생활 속 쉼터를 조성하겠다는 뜻을 담아 이들 영어 단어의 앞 글자로 조합한 이름이다.
초창기에는 훼미리마트와 협력 관계만 유지했으므로 간판 한 구석에 'with FamilyMart'라는 문구가 붙었지만, 증시 상장을 계기로 협력 관계를 청산하면서 운영사 CI로 교체되었다.

## 해외진출 현황

### 몽골
2018년 8월 몽골에서 첫 점포를 개점했다. 2022년 12월 기준 몽골의 수도 울란바토르에 304개 점포, 다르항올주에 1개 점포가 있다. 2024년 7월 400호점 점포를 개점했다.

## 서비스

### 할인
통신사 제휴, CU 포인트 적립, 할인 서비스를 제공하고 있다.

### 택배 픽업
2016년 11월부터 소셜커머스 티몬과 제휴해 ‘택배 픽업’ 서비스를 제공하고 있다. 2017년 5월 1일부터는 SK플래닛의 온라인 쇼핑몰 11번가와 제휴해 24시간 택배 픽업 서비스를 제공하기로 했다.

## BI 변천사
|                 |
| 2012년 ~ 2017년 |

|               |
| 2017년 ~ 현재 |

## 사진

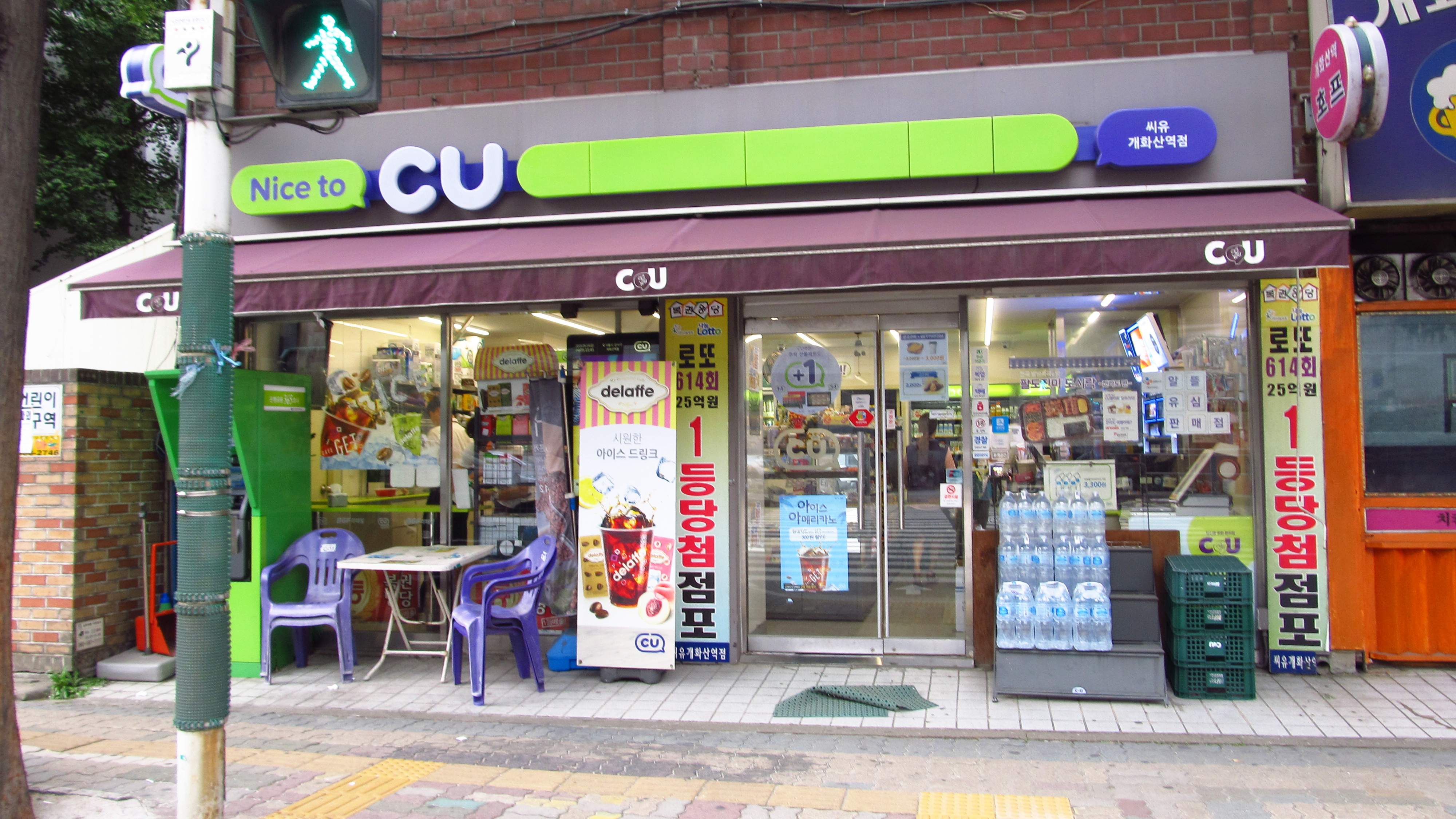
개화산역점 (서울특별시 강서구)
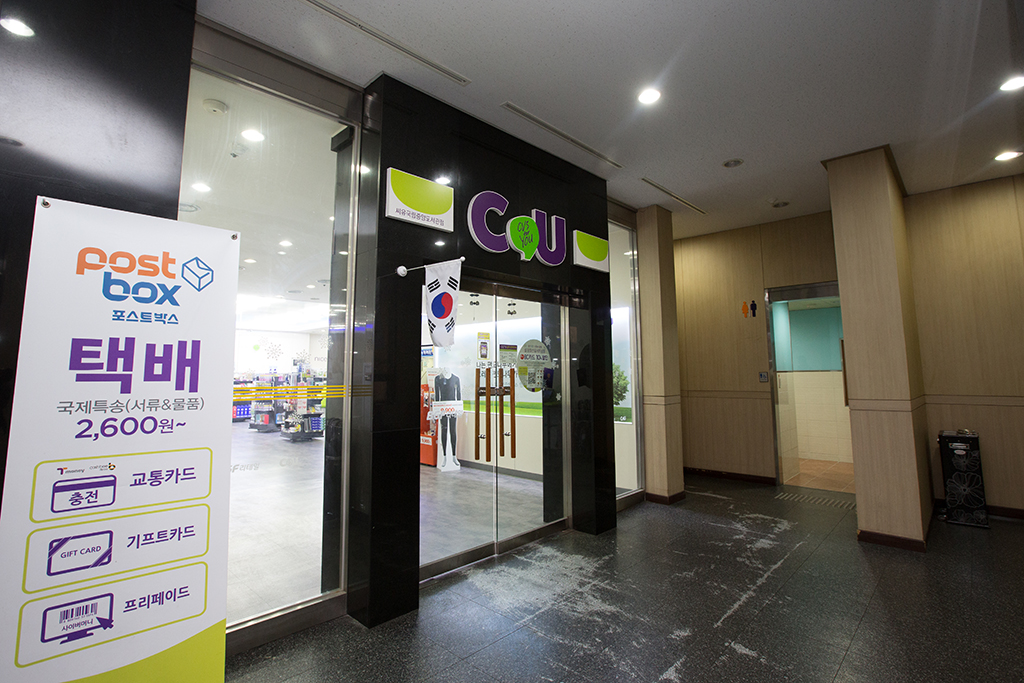
국립중앙도서관점 (서울특별시 서초구)
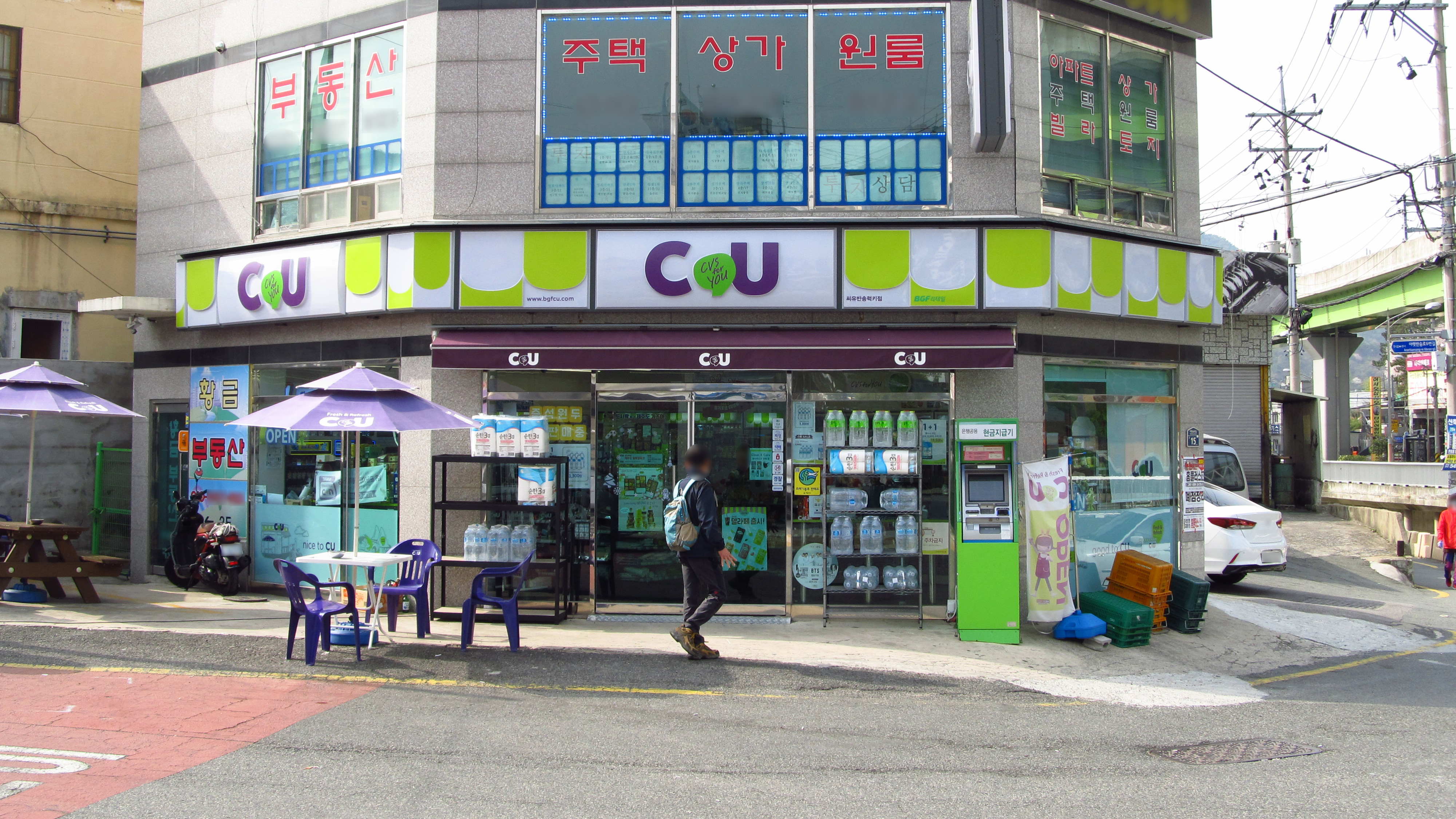
반송럭키점 (부산광역시 해운대구)
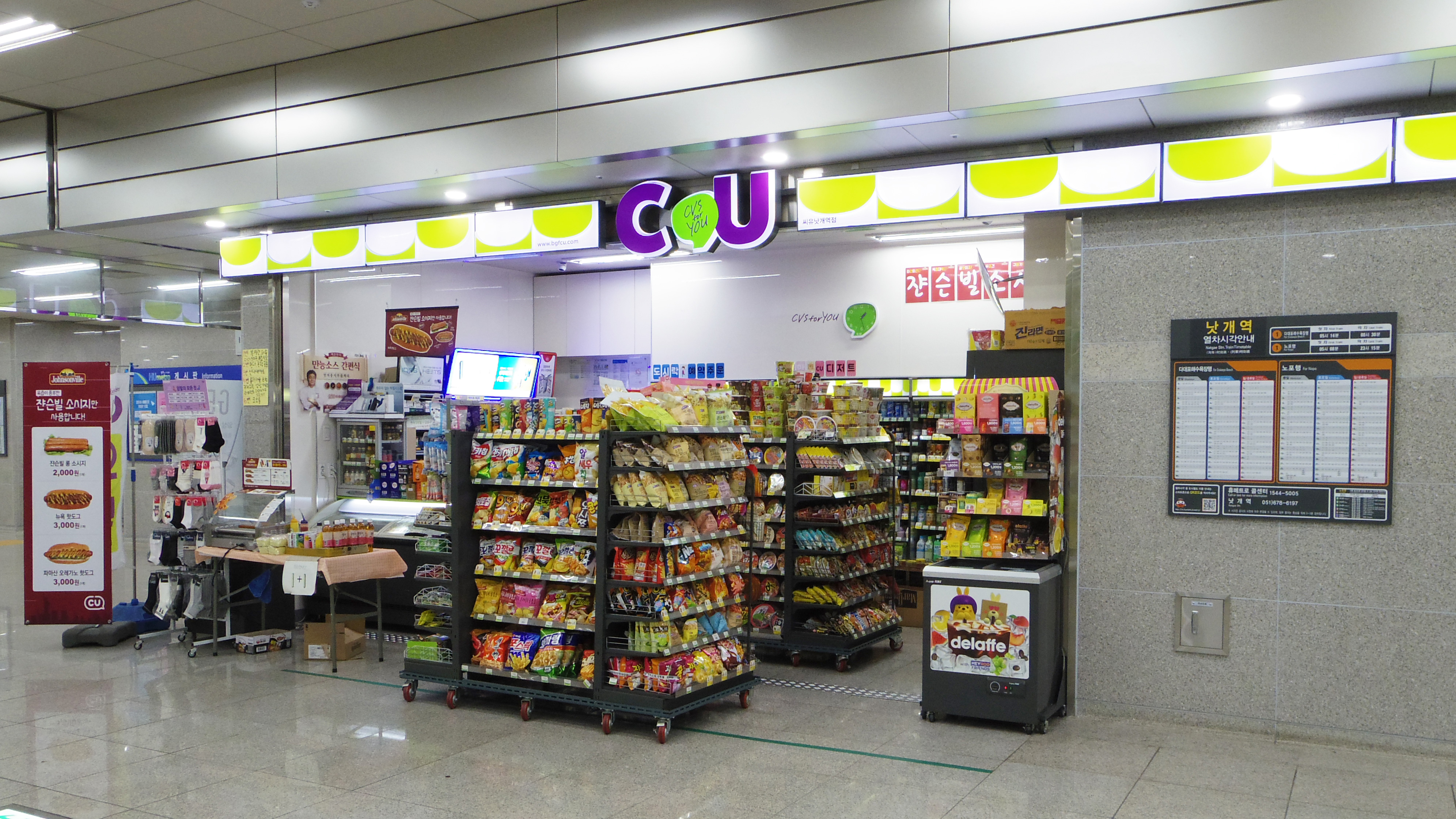
낫개역점 (부산광역시 사하구)
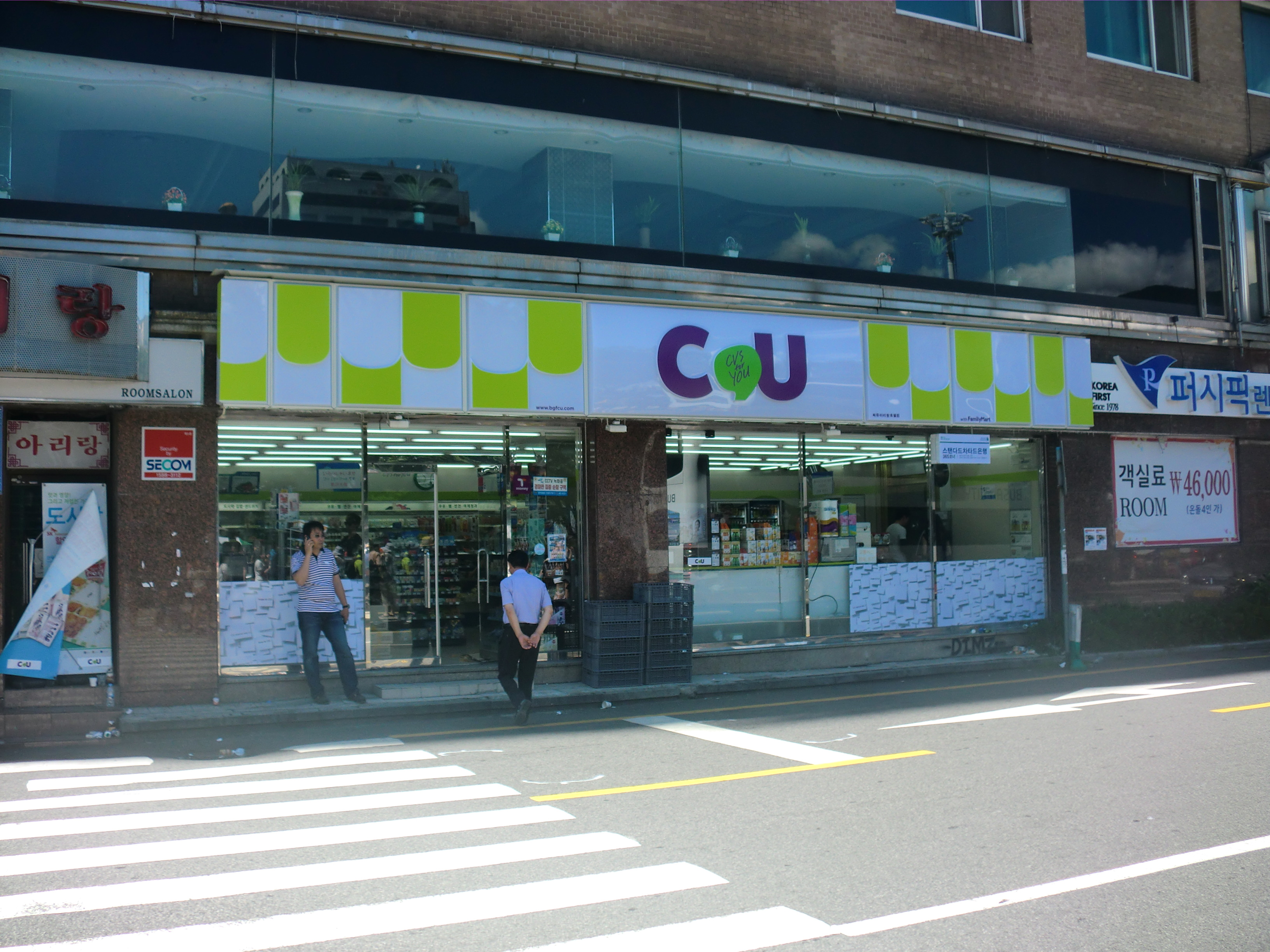
부산시 소재 씨유 지점
부평일신동점 (인천광역시 부평구)
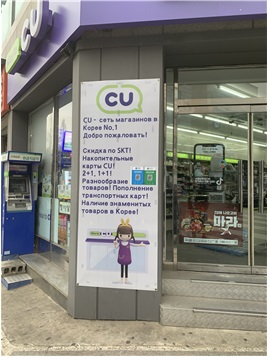
인천 연수구 소재 지점
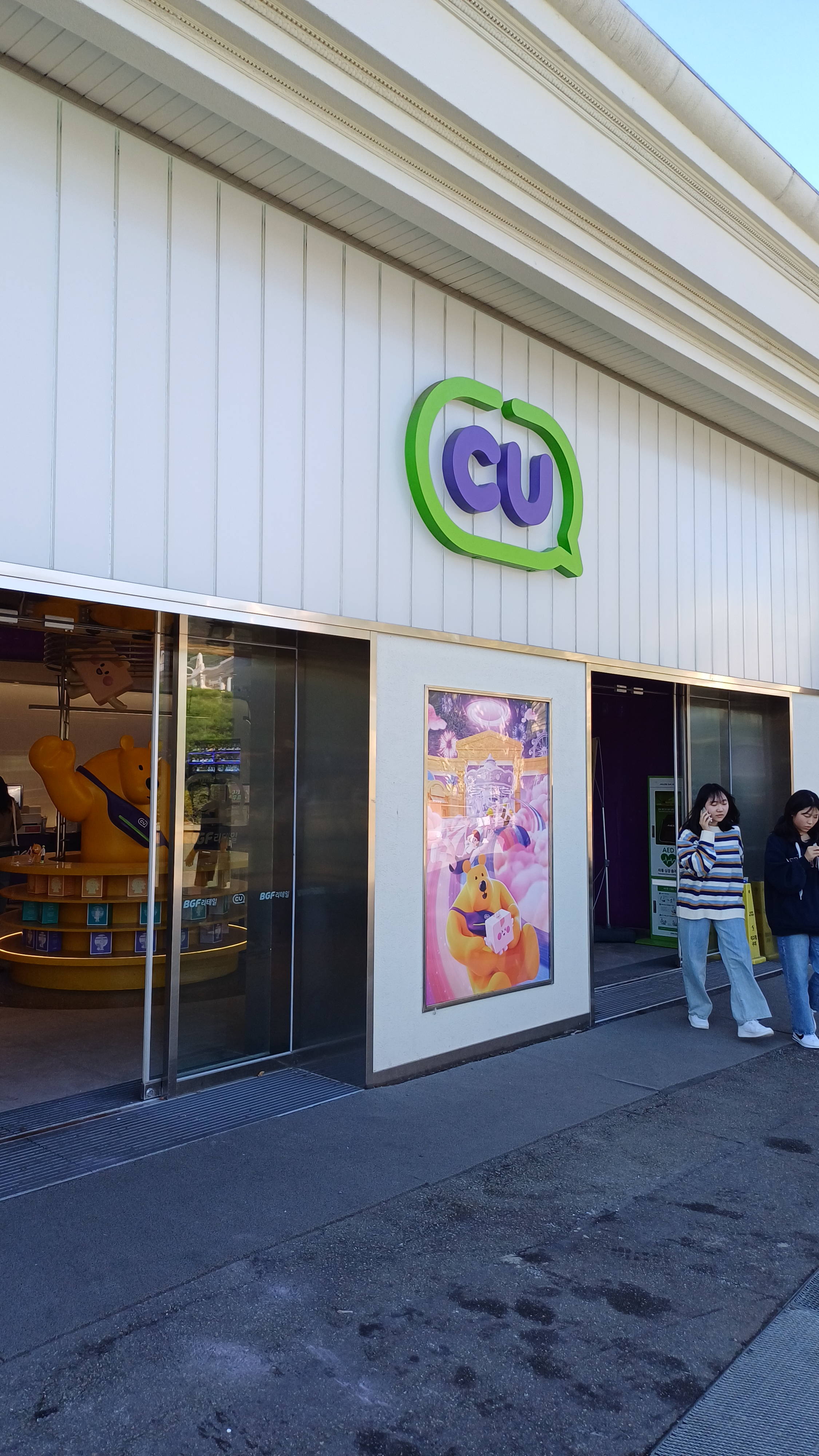
용인 에버랜드점
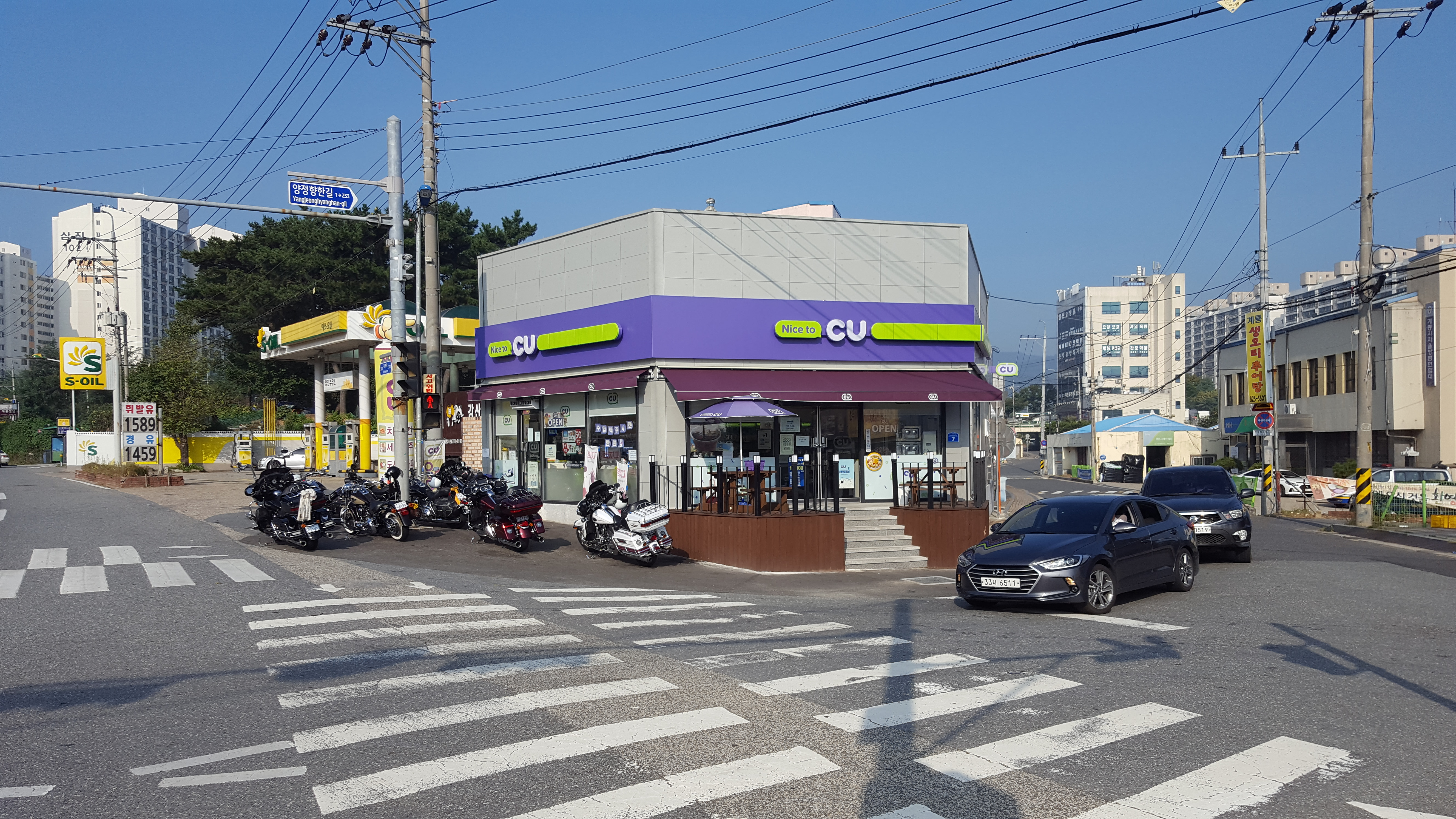
계룡 양정삼거리점
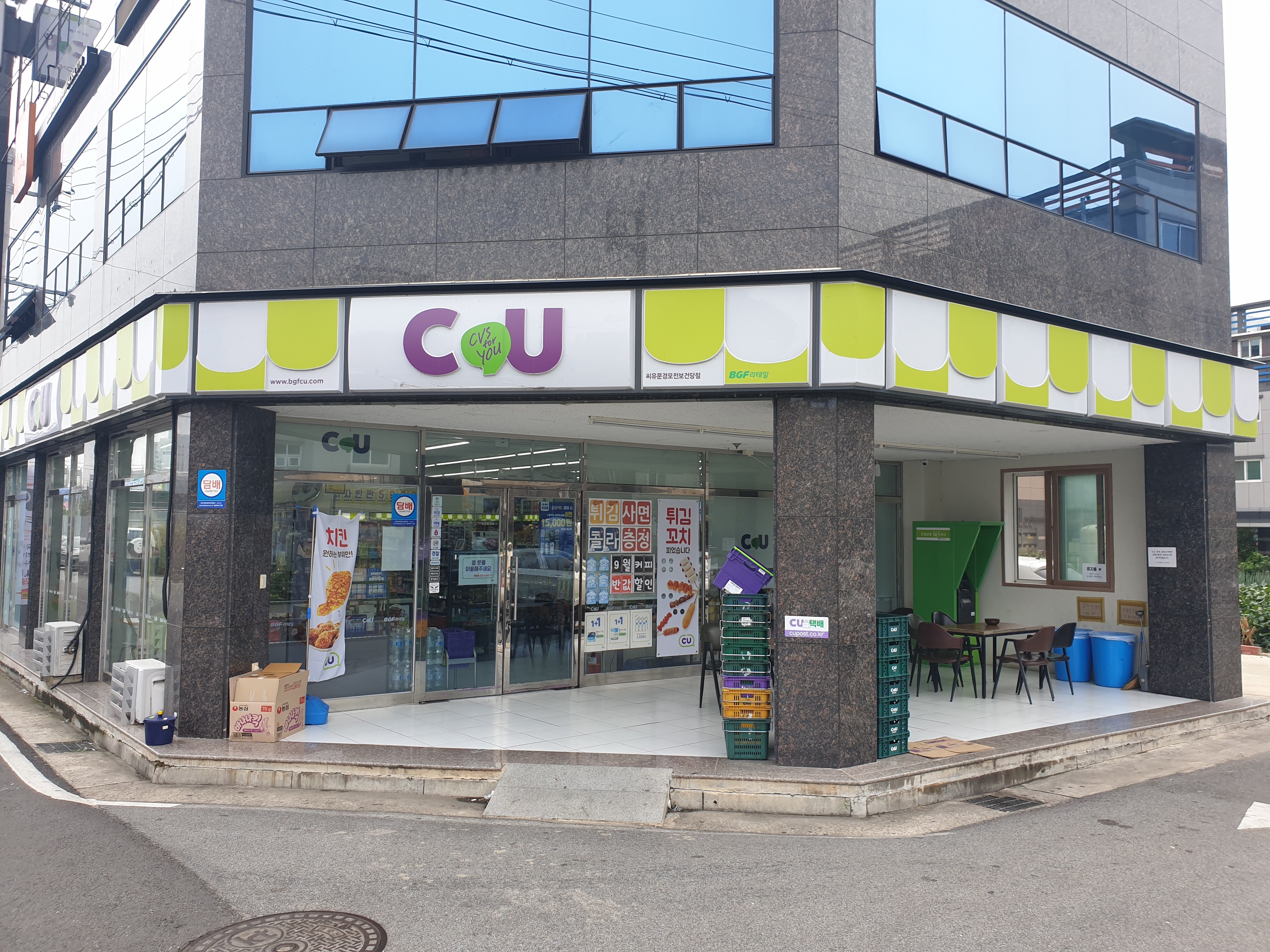
문경모전보건당점

## 같이 보기
- BGF리테일
- 훼미리마트
- 편의점